# Lago Bonfol
O  Lago Bonfol  é na prática um sistema lagunar género pântano composto por uma série de lagoas em Bonfol no cantão de Jura, na Suíça. Os lagos principais são o Lago Milieu e o Lago Neuf. Estas lagoas encontram-se separadas por uma represa.
Desde 1962, o Lago de Bonfol foi constituído numa reserva natural. Este sistema lagunar está listado Inventário Federal das zonas de reprodução de anfíbios, criado por uma Portaria de 2001 do Conselho Federal Suíço, e, juntamente com o Lago Vendlincourt, no inventário Federal de Paisagens e Monumentos Naturais, criado por uma Portaria de 1977 do Conselho Federal Suíço.
Na origem deste sistema lagunar esteve um bispo de Basileia que promoveu o seu desenvolvimento para a pesca, mais propriamente em 1497 que residia no Castelo Porrentruy.